# Dasyhelea huasteca
Dasyhelea huasteca är en tvåvingeart som beskrevs av Heron Huerta och Ibanez-bernal 1999. Dasyhelea huasteca ingår i släktet Dasyhelea och familjen svidknott. Inga underarter finns listade i Catalogue of Life.